# Konventionen om hushållsarbetare

Länder som skrivit på markerade i röd färg, övriga i grå.

Konventionen om hushållsarbetare, på engelska: Convention on Domestic Workers, tidigare Convention Concerning Decent Work for Domestic Workers är en konvention som reglerar arbetsförhållandena för husligt anställda. Den blev 189:e konvention att antas av Internationella arbetsorganisationen med International Labour Office, vilket skedde under den 100:e sessionen. Konventionen trädde i kraft 2013.
ILO-chefen Juan Somavia underströk vid antagandet att hushållsanställda skall ses som anställda arbetare, men varken som "tjänare" eller en del av familjerna.

## Rättigheter
Huvudrättigheterna är lediga timmar, samt rätten till minimilön och att välja var de vill bo och tillbringa ledig tid. Avtalet säger också att skyddsåtgärder mot våld skall vidtas. Anställda har också rätt att veta kommunikationer vilka anställningsvillkor som råder. Finns invandring med i bilden skall invandringslagar gälla.

## Antagande
Konventionen röstades för den 16 juni 2011 på ILO:s kongress i Genève i Schweiz. För varje land fick måste staten samt representanter för staten, arbetsgivare och rösta. Konventionen antogs med röstsiffrorna 396-16 (63 nerlagda röster). Alla stater vid Persiska viken röstade för, medan bland andra Storbritannien avstod från att rösta.
Konvention genomförs ett år efter att det godkänts av minst två länder, vilket är standard för ILO-konventioner. Godkännande rapporteras till ILO:s generalsekreterare.
Den 26 april 2012 godkände Uruguays parlament konventionen, som första land, vilket följdes av presidenten den 30 april 2012 inför ratifikationen i juni 2012.
Filippinerna blev andra land ut, 6 augusti 2012.  Konventionen undertecknades av filippinske presidenten Aquino den 18 maj 2012 och godkändes i Filippinernas senat den 6 augusti 2012. Mauritius godkännande registrerades i september 2012.
```
Sverige ratificerade konventionen 2019.
```

### Fotnoter
1. 1 2 3  ”100th ILO annual Conference decides to bring an estimated 53 to 100 million domestic workers worldwide under the realm of labour standards”. International Labour Organization. 16 juni 2011. http://www.ilo.org/ilc/ILCSessions/100thSession/media-centre/press-releases/WCMS_157891/lang--en/index.htm. Läst 16 juni 2011.
2. ↑  Gustavo Capdevila (22 juni 2011). ”Den okända migrationen”. Dagens ETC. Arkiverad från originalet den 8 juli 2012. https://archive.is/20120708105220/http://dagens.etc.se/nyhet/%E2%80%9D%C3%A4ntligen-har-vi-segrat%E2%80%9D. Läst 4 mars 2012.
3. ↑  Hui Min Neo (16 juni 2011). ”ILO passes landmark treaty to protect domestic workers”. Global Nation Inquirer. http://globalnation.inquirer.net/4318/ilo-passes-landmark-treaty-to-protect-domestic-workers. Läst 16 juni 2011.
4. ↑  ”Uruguay First Country to Ratify C189”. International Domestic Workers' Network. 3 maj 2012. Arkiverad från originalet den 25 oktober 2012. https://web.archive.org/web/20121025001644/http://www.idwn.info/campaign/uruguay-first-country-ratify-c189. Läst 11 maj 2012.
5. ↑  ”Uruguay: First to Ratify Domestic Workers Convention”. Human Rights Watch. 1 maj 2012. http://www.hrw.org/news/2012/05/01/uruguay-first-ratify-domestic-workers-convention. Läst 11 maj 2012.
6. ↑  One year on, Uruguay is first to ratify ILO domestic work Convention ILO
7. ↑  ”Domestic Workers Convention: Labor Rights Treaty to Take Effect”. Human Rights Watch\. 6 augusti 2012. http://www.hrw.org/news/2012/08/06/domestic-workers-convention-labor-rights-treaty-take-effect.